# 竹园坝站
竹园坝站是位于四川省广元市青川县竹园镇的一个铁路车站，邮政编码628006。车站建于1955年，有宝成铁路经过该站，现已不办理客运业务，车站及其上下行区间均已电气化。车站距离宝鸡站415公里，隶属成都铁路局，是三等站。

## 图集

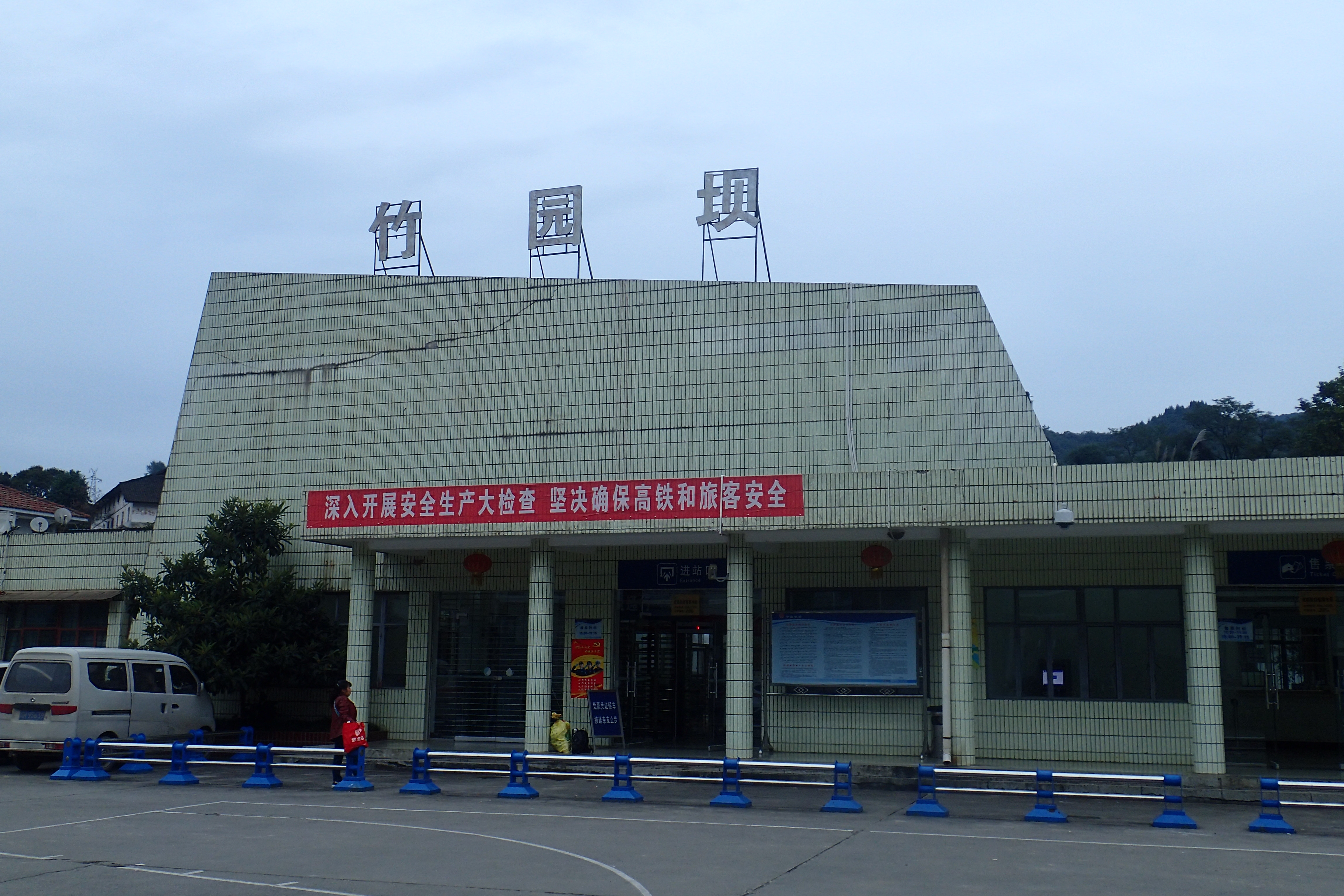
2017年，竹园坝站站房（站前广场侧）
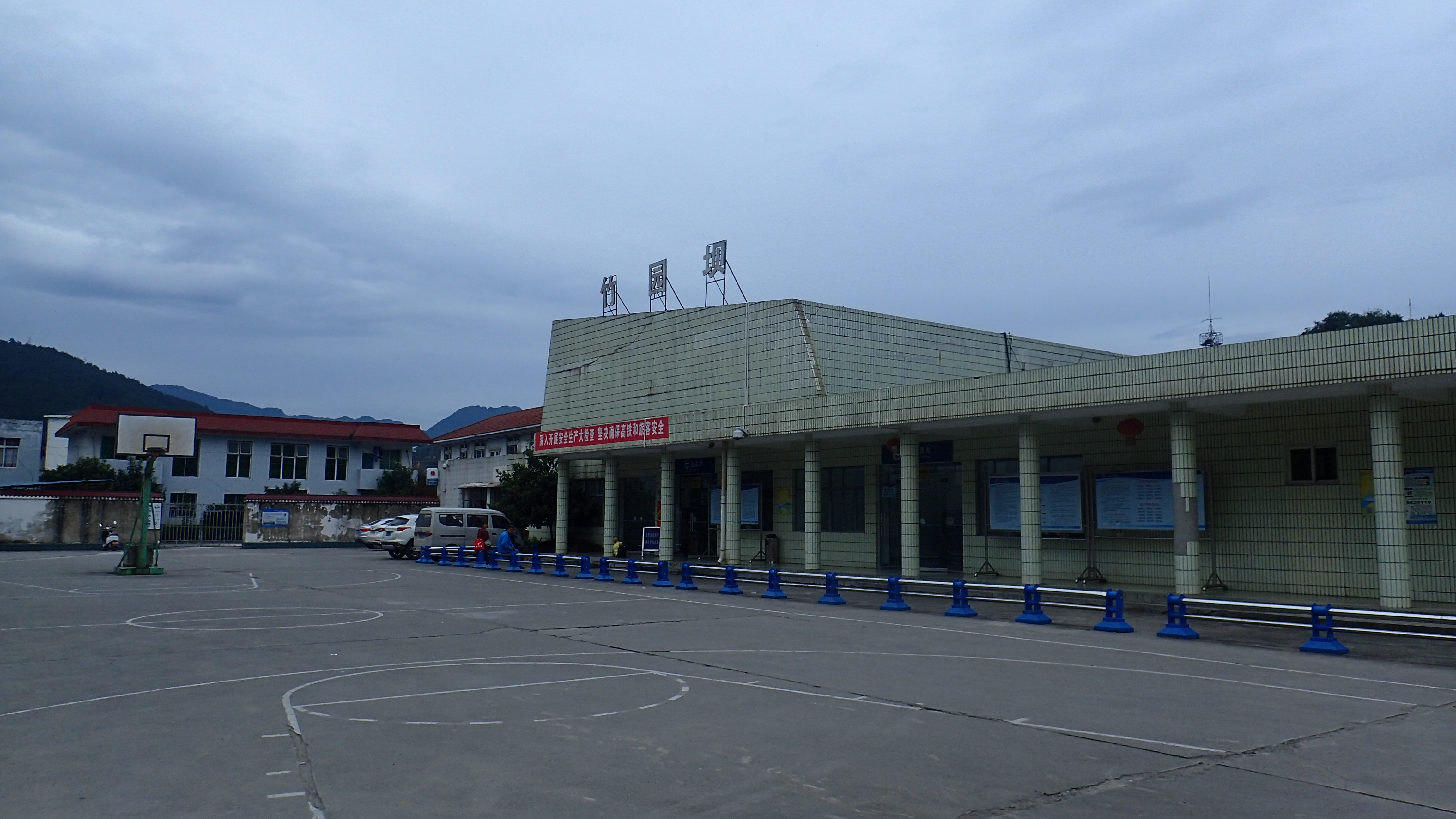
2017年，竹园坝站站房及站前广场
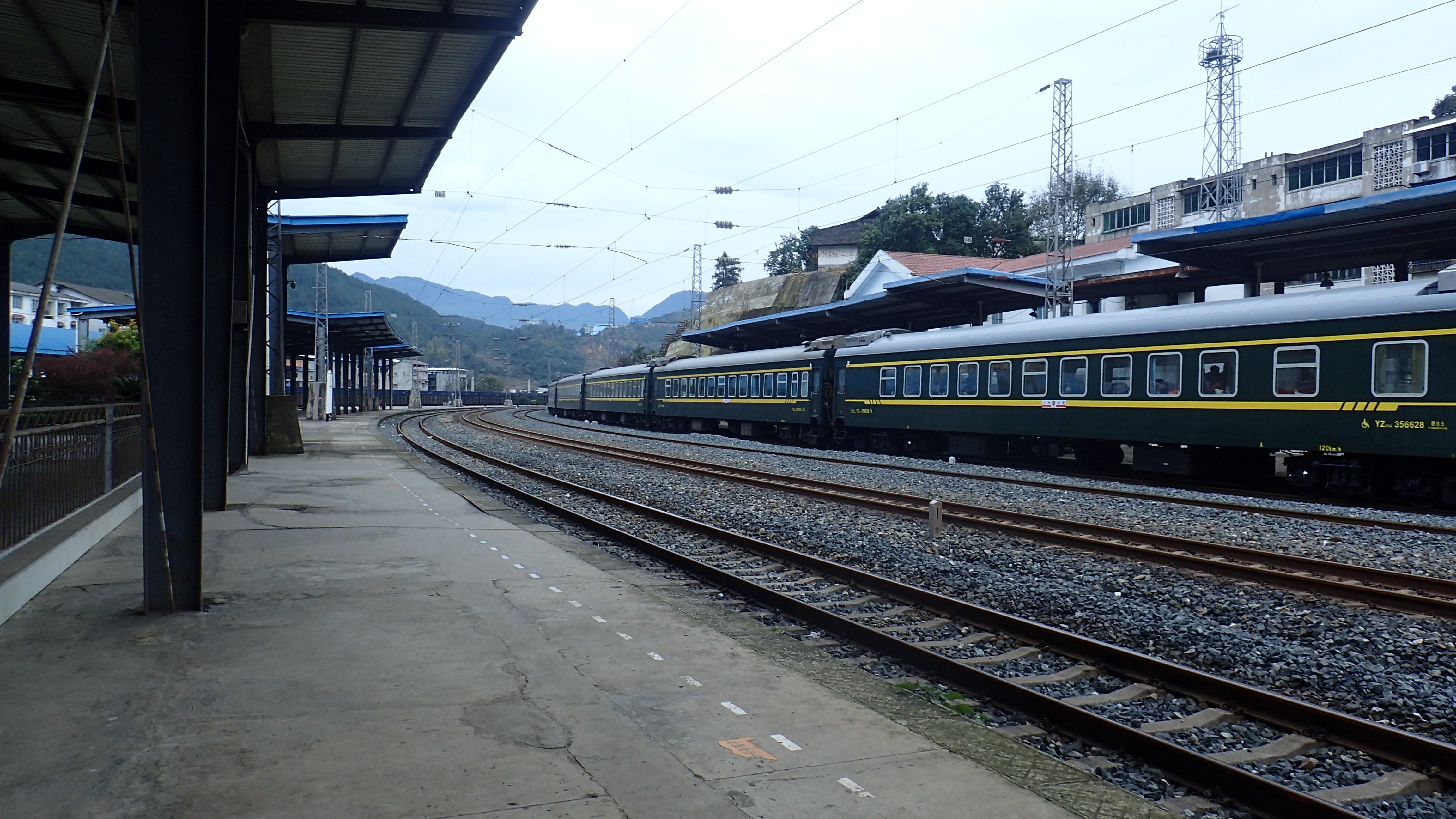
2017年，竹园坝站站台西北望（上行方向）
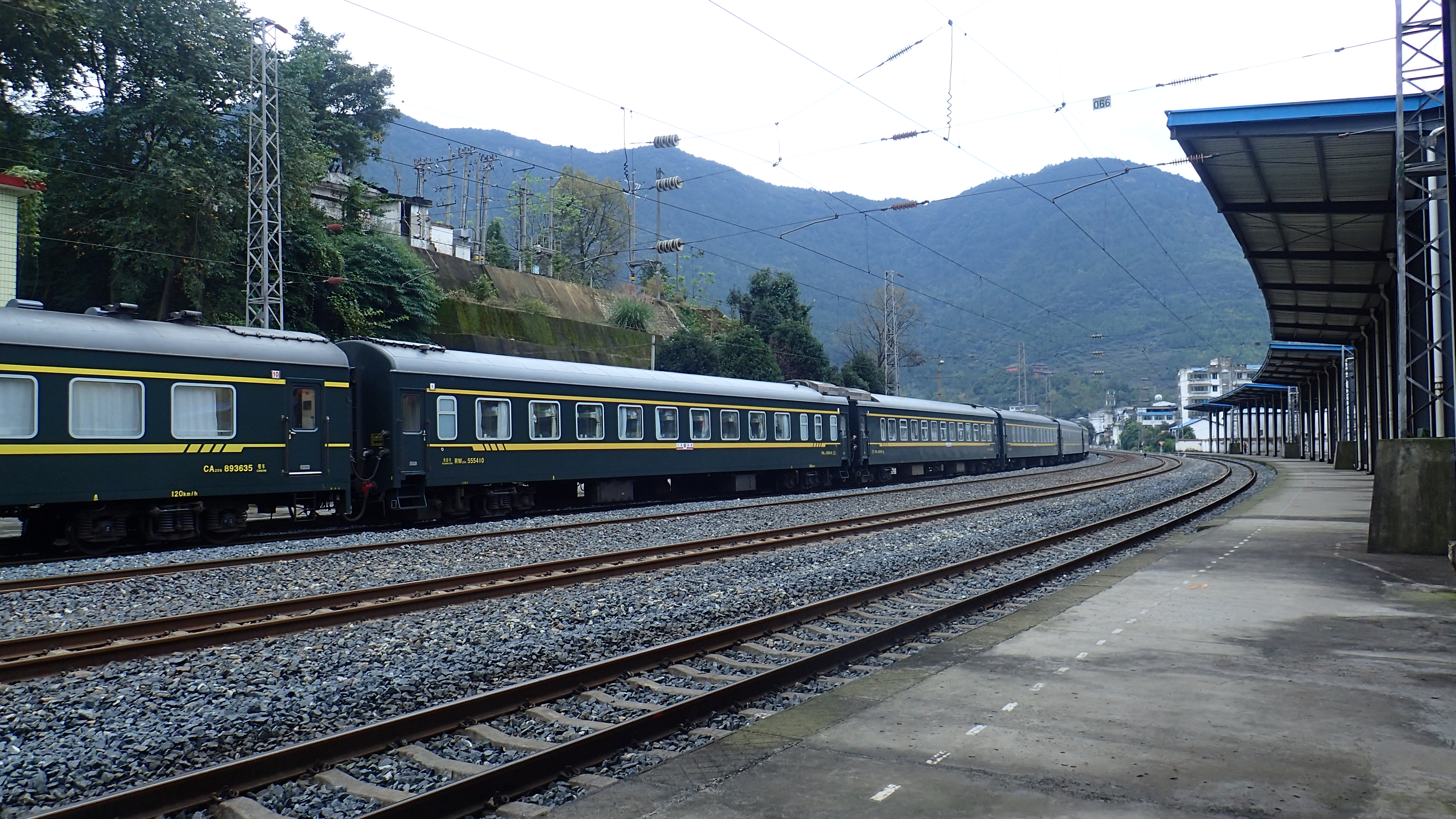
2017年，竹园坝站站台东南望（下行方向）
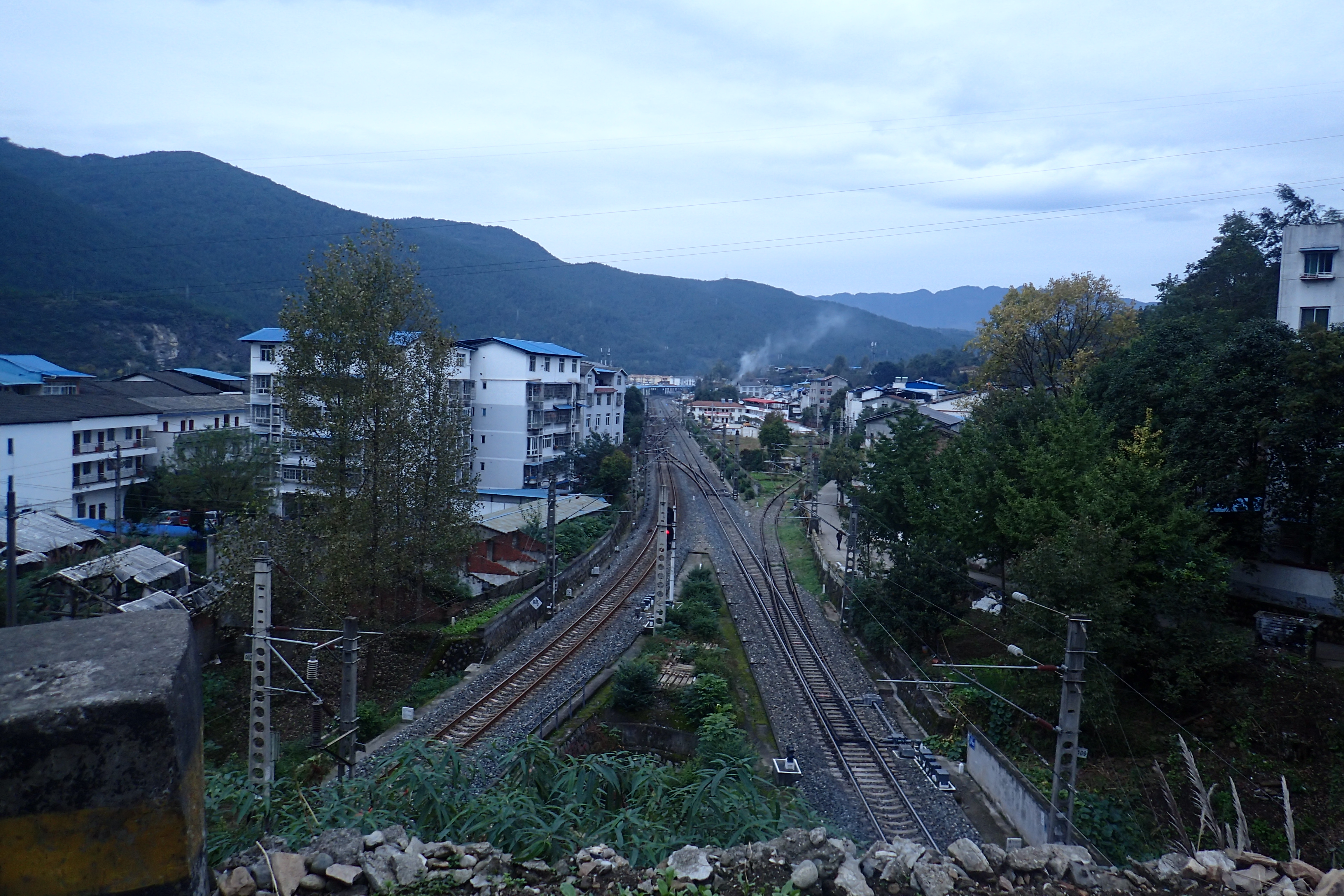
2017年，在隧道上方俯瞰竹园坝站站场（上行方向）